# 다정다한
"다정다한"은 1973년에 개봉한 대한민국의 영화이다.

## 캐스팅
- 남궁원
- 윤연경
- 나오미
- 신영일
- 강민호
- 박귀자
- 홍종현
- 한영만
- 정혜선
- 방수일
- 이동섭
- 임운학
- 조용수
- 석인수
- 김소조
- 윤여정